# یونیون چرچ (آلاباما)
یونیون چرچ (به انگلیسی: Union Church) یک منطقهٔ مسکونی در ایالات متحده آمریکا است که در شهرستان موبایل، آلاباما واقع شده‌است. یونیون چرچ ۳۶٫۸۸ متر بالاتر از سطح دریا واقع شده‌است.